# Liga de Campeones de la CAF 2014
La Liga de Campeones de la CAF 2014 es la 50.ª edición, y la 18.ª bajo el formato actual, del torneo de fútbol a nivel de clubes más importante de África organizado por la CAF y que cuenta con la participación de 58 equipos representantes de todo el continente, dos equipos más que en la edición anterior. El campeón del torneo fue el ES Sétif, que se hizo con su segundo título continental, y se clasificó para la Copa Mundial de Clubes de la FIFA 2014 y para la Supercopa de la CAF 2015.

## Distribución de equipos
Los 56 miembros afiliados a la CAF forman parte de la Liga de Campeones de la CAF 2014, en donde los doce miembros más fuertes según el Ránkin de la CAF son elegidos para mandar dos equipos al torneo, y el campeón de la Liga de Campeones de la CAF 2013 tiene asegurada su participación en el torneo como campeón defensor. En teoría participarían 69 equipos en el torneo, pero eso nunca ha sucedido.

### Ranking de la CAF
Para la Liga de Campeones de la CAF 2014 se utilizaron los resultados de las temporada del 2008 al 2013, calculando el desempeño de los clubes de cada asociación en ese periodo de tiempo en la Liga de Campeones de la CAF y en la Copa Confederación de la CAF, en donde el criterio de puntos es el siguiente:
|                            | Champions League | Confederation Cup |
| -------------------------- | ---------------- | ----------------- |
| Campeón                    | 5 puntos         | 4 puntos          |
| Finalista                  | 4 puntos         | 3 puntos          |
| Semifinalistas             | 3 puntos         | 2 puntos          |
| 3º Lugar en fase de grupos | 2 puntos         | 1 punto           |
| 4º Lugar en fase de grupos | 1 punto          | 1 punto           |

Los puntos se multiplican de acuerdo al coeficiente de los siguientes años:
- 2012 – 5
- 2011 – 4
- 2010 – 3
- 2009 – 2
- 2008 – 1

## Participantes
Los equipos que aparecen en Negrita avanzan directamente a la Primera Ronda.
| País                                          | Club (es)                             | Método de Clasificación                                                                                 |
| Países con dos equipos (Puestos 1–12)         | Países con dos equipos (Puestos 1–12) | Países con dos equipos (Puestos 1–12)                                                                   |
| --------------------------------------------- | ------------------------------------- | --- |
| Túnez (1º – 90 pts)                           | Sfaxien                               | Campeón de la Tunisian Ligue Professionnelle 1 2012-13                                                  |
| Túnez (1º – 90 pts)                           | Espérance                             | Subcampeón de la Tunisian Ligue Professionnelle 1 2012-13                                               |
| Egipto · (2º – 70 pts)                        | Al-Ahly                               | Campeón Defensor de la Liga de Campeones de la CAF 2013 Campeón de la Egyptian Premier League 2010-11 1 |
| Egipto · (2º – 70 pts)                        | Zamalek                               | Subcampeón de la Egyptian Premier League 2010-11 1                                                      |
| Nigeria (3º – 63 pts)                         | Kano Pillars                          | Campeón de la Nigeria Premier League 2013                                                               |
| Nigeria (3º – 63 pts)                         | Enyimba                               | Subcampeón de la Nigeria Premier League 2013                                                            |
| Sudán (4º – 54 pts)                           | Al-Merreikh                           | Campeón de la Sudan Premier League 2013                                                                 |
| Sudán (4º – 54 pts)                           | Al-Hilal                              | Subcampeón de la Sudan Premier League 2013                                                              |
| Marruecos (5º – 53 pts)                       | Raja Casablanca                       | Campeón de la Botola 2012-13                                                                            |
| Marruecos (5º – 53 pts)                       | FAR Rabat                             | Subcampeón de la Botola 2012-13                                                                         |
| República Democrática del Congo (6º – 48 pts) | Mazembe                               | Campeón de la Linafoot 2013                                                                             |
| República Democrática del Congo (6º – 48 pts) | Vita Club                             | Subcampeón de la Linafoot 2013                                                                          |
| Argelia (7º – 40 pts)                         | Sétif (único participante)2           | Campeón del Algerian Ligue Professionnelle 1 2012-13                                                    |
| Mali (8º – 31 pts)                            | Stade Malien                          | Campeón de la Malian Première Division 2012-13                                                          |
| Mali (8º – 31 pts)                            | Real Bamako                           | Subcampeón de la Malian Première Division 2012-13                                                       |
| República del Congo (9º – 20 pts)             | Léopards                              | Campeón de la Congo Premier League 2013                                                                 |
| República del Congo (9º – 20 pts)             | Diables Noirs                         | Subcampeón de la Congo Premier League 2013                                                              |
| Angola (10º – 18 pts)                         | Kabuscorp                             | Campeón de la Girabola 2013                                                                             |
| Angola (10º – 18 pts)                         | Primero de Agosto                     | Subcampeón de la Girabola 2013                                                                          |
| Camerún (11º – 12 pts)                        | Coton Sport                           | Campeón de la Cameroonian Premier League 2013                                                           |
| Camerún (11º – 12 pts)                        | Les Astres                            | Subcampeón de la Cameroonian Premier League 2013                                                        |
| Ghana (12º – 11 pts)                          | Asante Kotoko                         | Campeón de la Ghanaian Premier League 2012-13                                                           |
| Ghana (12º – 11 pts)                          | Berekum Chelsea                       | Subcampeón de la Ghanaian Premier League 2012-13                                                        |
| Países con un equipo                          |                                       | |
| Zimbabue (13º – 8 pts)                        | Dynamos                               | Campeón de la Zimbabue Premier Soccer League 2013                                                       |
| Zambia (14º – 7 pts)                          | Nkana                                 | Campeón de la Zambian Premier League 2013                                                               |
| Costa de Marfil (T-15º – 6 pts)               | Séwé Sports                           | Campeón de la Côte d'Ivoire Ligue 1 2012-13                                                             |
| Libia (T-15º – 6 pts)                         | Al-Ahly Benghazi                      | Ganador del Grupo B de la Libyan Premier League 2013-14                                                 |
| Níger (17º – 3 pts)                           | AS Douanes Niamey                     | Campeón de la Niger Premier League 2012-13                                                              |
| Botsuana                                      | Mochudi Centre Chiefs                 | Campeón de la Botswana Premier League 2012-13                                                           |
| Burkina Faso                                  | ASFA Yennenga                         | Campeón de la Burkinabé Premier League 2013                                                             |
| Burundi                                       | Flambeau de l’Est                     | Campeón de la Burundi Premier League 2012-13                                                            |
| Chad                                          | Foullah Edifice FC                    | Campeón de la Ligue de N'Djaména 2013                                                                   |
| Comoras                                       | Komorozine                            | Campeón de la Comoros Premier League 2013                                                               |
| Guinea Ecuatorial                             | Akonangui                             | Campeón de la Primera Divisíon de Honor 2013                                                            |
| Etiopía                                       | Dedebit                               | Campeón de la Ethiopian Premier League 2012-13                                                          |
| Gabón                                         | US Bitam                              | Campeón de la Gabon Championnat National D1 2012-13                                                     |
| Gambia                                        | Steve Biko                            | Campeón de la GFA League First Division 2013                                                            |
| Guinea                                        | Horoya                                | Campeón del Guinée Championnat National 2013                                                            |
| Guinea-Bisáu                                  | Os Balantas                           | Ganador del Campeonato Nacional da Guiné-Bissau 2013                                                    |
| Kenia                                         | Gor Mahia                             | Campeón de la Kenyan Premier League 2013                                                                |
| Lesoto                                        | Lioli                                 | Campeón de la Lesotho Premier League 2012-13                                                            |
| Liberia                                       | BYC                                   | Campeón de la Liberian Premier League 2013                                                              |
| Madagascar                                    | CNaPS Sports                          | Campeón del THB Champions League 2013                                                                   |
| Mauritania                                    | Nouadhibou                            | Campeón de la Mauritanian Premier League 2012-13                                                        |
| Mozambique                                    | Liga Muçulmana                        | Campeón de la Moçambola 2013                                                                            |
| Namibia                                       | Black Africa                          | Campeón de la Namibia Premier League 2012-13                                                            |
| Ruanda                                        | Rayon Sport                           | Campeón de la 2012–13 Primus National Football League                                                   |
| Santo Tomé y Príncipe                         | Sporting Praia Cruz 3                 | Ganador del São Tomé and Príncipe Championship 2013                                                     |
| Senegal                                       | Diambars                              | Campeón de la Senegal Premier League 2013                                                               |
| Seychelles                                    | Côte d'Or                             | Ganador del Seychelles First Division 2013                                                              |
| Sierra Leona                                  | Diamond Stars                         | Campeón de la Sierra Leone National Premier League 2013                                                 |
| Sudáfrica                                     | Kaizer Chiefs                         | Ganador de la 2012–13 Premier Soccer League                                                             |
| Sudán del Sur                                 | Atlabara                              | Ganador del South Sudan Football Championship 2013                                                      |
| Suazilandia                                   | Mbabane Swallows                      | Campeón de la Swazi Premier League 2012-13                                                              |
| Tanzania                                      | Young Africans                        | Campeón de la Tanzanian Premier League 2012-13                                                          |
| Togo                                          | Anges de Notsè                        | Ganador del Togolese Championnat National 2013                                                          |
| Uganda                                        | KCC                                   | Campeón de la Ugandan Super League 2012-13                                                              |
| Zanzíbar                                      | KMKM                                  | Campeón de la Zanzíbar Premier League 2012-13                                                           |

Notas
1- El campeón y subcampeón de la Egyptian Premier League 2012-13 iban a ser los representantes de Egipto en el torneo, pero como el torneo fue cancelado, sus lugares fueron ocupados por el campeón y subcampeón de la Egyptian Premier League 2010-11 (última temporada completada) para representar a Egipto en el torneo.
2- El USM El Harrach, subcampeón de la Algerian Ligue Professionnelle 1 2012-13 abandonó el torneo luego de finalizar el sorteo.
3- El Sporting Praia Cruz, ganador del São Tomé and Príncipe Championship 2013, fue admitido por la CAF para reemplazar al USM El Harrach en el torneo.
Las siguientes asociaciones miembro no mandaron representante para esta edición: Benín, Cabo Verde, República Centroafricana, Yibuti, Eritrea, Malaui, Mauricio, Reunión, Somalia.

## Calendario
| Fase           | Ronda       | Fecha del sorteo                               | Ida                              | Vuelta                               |
| -------------- | ----------- | ---------------------------------------------- | -------------------------------- | ------------------------------------ |
| Clasificatoria | Preliminar  | 16 de diciembre de 2013 (Marrakech, Marruecos) | 7–9 de febrero de 2014           | 14–16 de febrero de 2014             |
| Clasificatoria | 1           | 16 de diciembre de 2013 (Marrakech, Marruecos) | 28 de febrero–2 de marzo de 2014 | 7–9 de marzo de 2014                 |
| Clasificatoria | 2           | 16 de diciembre de 2013 (Marrakech, Marruecos) | 21–23 de marzo de 2014           | 28–30 de marzo de 2014               |
| Fase de grupos | Fecha 1     | 29 de abril de 2014                            | 16–18 de mayo de 2014            | 16–18 de mayo de 2014                |
| Fase de grupos | Fecha 2     | 29 de abril de 2014                            | 23–25 de mayo de 2014            | 23–25 de mayo de 2014                |
| Fase de grupos | Fecha 3     | 29 de abril de 2014                            | 6–8 de junio de 2014             | 6–8 de junio de 2014                 |
| Fase de grupos | Fecha 4     | 29 de abril de 2014                            | 25–27 de julio de 2014           | 25–27 de julio de 2014               |
| Fase de grupos | Fecha 5     | 29 de abril de 2014                            | 8–10 de agosto de 2014           | 8–10 de agosto de 2014               |
| Fase de grupos | Fecha 6     | 29 de abril de 2014                            | 22–24 de agosto de 2014          | 22–24 de agosto de 2014              |
| Eliminación    | Semifinales | 29 de abril de 2014                            | 19–21 de septiembre de 2014      | 26–28 de septiembre de 2014          |
| Eliminación    | Final       | 29 de abril de 2014                            | 24–26 de octubre de 2014         | 31 de octubre–2 de noviembre de 2014 |

- Fuente:[6]

## Ronda clasificatoria
El sorteo se realizó el 16 de diciembre del 2013. y se juega bajo el formato de eliminación directa a visita recíproca, en donde el primer criterio de desempate será la regla del gol de visitante, y de continuar el empate se irán a los tiros desde el punto penal.

### Ronda preliminar
| Equipo 1            | Agr.        | Equipo 2              | Ida | Vuelta |
| ------------------- | ----------- | --------------------- | --- | ------ |
| Young Africans      | 12-2        | Komorozine            | 7-0 | 5-2    |
| Berekum Chelsea     | 2-2 (3-0 p) | Atlabara              | 2-0 | 0-2    |
| Al-Ahly             | 4-2         | Foullah Edifice FC    | 4-0 | 0-2    |
| Gor Mahia           | 1-1 (3-1 p) | US Bitam              | 1-0 | 0-1    |
| Enyimba             | 4-3         | Anges de Notsè        | 3-1 | 1-2    |
| FAR Rabat           | 3-3 (v)     | AS Real Bamako        | 2-2 | 1-1    |
| Les Astres          | 1-0         | Akonangui             | 0-0 | 1-0    |
| Asante Kotoko       | 2-2 (v)     | BYC                   | 2-1 | 0-1    |
| Séwé Sports         | w.o.1       | Os Balantas           |     |        |
| Dedebit             | 3-2         | KMKM                  | 3-0 | 0-2    |
| Nouadhibou          | 1-4         | Horoya                | 1-1 | 0-3    |
| Raja Casablanca     | 8-1         | Diamond Stars         | 6-0 | 2-1    |
| Diables Noirs       | 1-2         | Flambeau de l’Est     | 0-1 | 1-1    |
| ES Sétif            | w.o.1       | Steve Biko            |     |        |
| Diambars            | 1-1 (2-4 p) | ASFA Yennenga         | 1-0 | 0-1    |
| Sporting Praia Cruz | 3-6         | Stade Malien          | 3-2 | 0-6    |
| AC Léopards         | (v) 2-2     | Rayon Sport           | 0-0 | 2-2    |
| 1º de Agosto        | 3-2         | Lioli                 | 2-0 | 1-2    |
| Kaizer Chiefs       | 4-1         | Black Africa          | 3-0 | 1-1    |
| Liga Muçulmana      | 1-0         | CNaPS Sports          | 1-0 | 0-0    |
| Dynamos             | 4-1         | Mochudi Centre Chiefs | 3-0 | 1-1    |
| AS Vita Club        | 4-3         | Kano Pillars          | 3-1 | 1-2    |
| Zamalek             | 3-0         | AS Douanes Niamey     | 2-0 | 1-0    |
| Kabuscorp           | 7-2         | Côte d'Or             | 5-1 | 2-1    |
| Mbabane Swallows    | 4-5         | Nkana                 | 2-0 | 2-5    |
| Al-Merreikh         | 2-3         | KCC                   | 0-2 | 2-1    |

1- Os Balantas y Steve Biko abandonaron el torneo.

### Primera ronda
| Equipo 1          | Agr.        | Equipo 2          | Ida | Vuelta |
| ----------------- | ----------- | ----------------- | --- | ------ |
| Young Africans    | 1-1 (3-4 p) | Al-Ahly           | 1-0 | 0-1    |
| Berekum Chelsea   | 1-3         | Al-Ahly           | 1-1 | 0-2    |
| Gor Mahia         | 2-8         | Espérance         | 2-3 | 0-5    |
| Enyimba           | 2-2 v       | AS Real Bamako    | 1-2 | 1-0    |
| Les Astres        | 1-4         | TP Mazembe        | 1-1 | 0-3    |
| BYC               | 3-4         | Séwé Sports       | 3-3 | 0-1    |
| Dedebit           | 1-4         | CS Sfaxien        | 1-2 | 0-2    |
| Horoya            | 1-1(5-4 p)  | Raja Casablanca   | 1-0 | 0-1    |
| Flambeau de l’Est | 1-5         | Coton Sport       | 1-0 | 0-5    |
| ES Sétif          | 5-0         | ASFA Yennenga     | 5-0 | 0-0    |
| Stade Malien      | 0-2         | Al-Hilal          | 0-0 | 0-2    |
| AC Léopards       | 4-3         | Primero de Agosto | 4-1 | 0-2    |
| Kaizer Chiefs     | 7-0         | Liga Muçulmana    | 4-0 | 3-0    |
| Dynamos           | 0-1         | AS Vita Club      | 0-0 | 0-1    |
| Zamalek           | 1-0         | Kabuscorp         | 1-0 | 0-0    |
| Nkana             | 4-3         | KCC               | 2-2 | 2-1    |

### Segunda ronda
| Equipo 1    | Agr.     | Equipo 2      | Ida | Vuelta |
| ----------- | -------- | ------------- | --- | ------ |
| Al-Ahly     | 4-2      | Al-Ahly       | 1-0 | 3-2    |
| Real Bamako | 1-4      | Espérance     | 1-1 | 0-3    |
| Séwé Sports | 2-2 (v.) | Mazembe       | 2-1 | 0-1    |
| Horoya      | 0-3      | Sfaxien       | 0-1 | 0-2    |
| Sétif       | 2-0      | Coton Sport   | 1-0 | 1-0    |
| Léopards    | 1-1 (v.) | Al-Hilal      | 1-1 | 0-0    |
| Vita Club   | 3-2      | Kaizer Chiefs | 3-0 | 0-2    |
| Nkana       | 0-5      | Zamalek       | 0-0 | 0-5    |

Los perdedores en la Segunda ronda entrarán a la 2014 CAF Confederation Cup play-off round.

## Fase de grupos
El sorteo se realizó el 29 de abril de 2014. Los 8 equipos serán emparejados en 2 grupos de 4 equipos cada uno. Cada grupo se jugará todos contra todos a visita recíproca. Los 2 primeros de cada grupo avanzarán a las semifinales.

### Desempates
Estos son los criterios de desempate en caso de igualar en puntos:
1. Puntos obtenidos entre sí entre los equipos involucrados (diferencia particular).
2. Gol diferencia entre los equipos involucrados
3. La regla del gol de visitante entre los equipos involucrados
4. Gol diferencia en la fase de grupos
5. Goles anotados en la fase de grupos

### Grupo A
| Club      | PJ | PG | PE | PP | GF | GC | DG | Pts. |
| --------- | -- | -- | -- | -- | -- | -- | -- | ---- |
| Mazembe   | 6  | 3  | 2  | 1  | 5  | 2  | +3 | 11   |
| Vita Club | 6  | 3  | 2  | 1  | 6  | 4  | +2 | 11   |
| Al-Hilal  | 6  | 2  | 1  | 3  | 7  | 9  | -2 | 7    |
| Zamalek   | 6  | 1  | 1  | 4  | 4  | 7  | -3 | 4    |

|           | HIL   | TPM   | ASV   | ZAM   |
| --------- | ----- | ----- | ----- | ----- |
| Al-Hilal  | —     | 1 – 0 | 1 – 1 | 2 - 1 |
| Mazembe   | 3 – 1 | —     | 1 – 0 | 1 – 0 |
| Vita Club | 2 – 1 | 0 – 0 | —     | 2 – 1 |
| Zamalek   | 2 – 1 | 0 – 0 | 0 – 1 | —     |

### Grupo B
| Club      | PJ | PG | PE | PP | GF | GC | DG | Pts. |
| --------- | -- | -- | -- | -- | -- | -- | -- | ---- |
| Sfaxien   | 6  | 3  | 2  | 1  | 8  | 5  | +3 | 11   |
| Sétif     | 6  | 2  | 4  | 0  | 9  | 6  | +3 | 10   |
| Espérance | 6  | 2  | 1  | 3  | 8  | 9  | -1 | 7    |
| Al-Ahly   | 6  | 1  | 1  | 4  | 5  | 10 | -5 | 4    |

|           | EST   | SET   | SFA   | AHB   |
| --------- | ----- | ----- | ----- | ----- |
| Espérance | —     | 1 – 2 | 2 – 1 | 1 – 0 |
| Sétif     | 2 – 2 | —     | 1 – 1 | 1 – 1 |
| Sfaxien   | 1 – 0 | 1 - 1 | —     | 3 – 1 |
| Al-Ahly   | 3 – 2 | 0 – 2 | 0 – 1 | —     |

## Semifinales
El ganador del Grupo A enfrentará al segundo del Grupo B y el ganador del Grupo B enfrentará al segundo del grupo A, con la ventaja de cerrar de local para los ganadores de grupo.
| Equipo 1  | Agr.     | Equipo 2 | Ida | Vuelta |
| --------- | -------- | -------- | --- | ------ |
| Sétif     | (v.) 4-4 | Mazembe  | 2-1 | 2-3    |
| Vita Club | 4-2      | Sfaxien  | 2-1 | 2-1    |

## Final
El orden de los partidos se determinará mediante un sorteo.
| Equipo 1  | Agr.     | Equipo 2 | Ida | Vuelta |
| --------- | -------- | -------- | --- | ------ |
| Vita Club | 3-3 (v.) | Sétif    | 2-2 | 1-1    |

## Campeón
|                         |
|                         |
| Bandera de Argelia      |
| Campeón Sétif 2° título |

## Goleadores
| Jugador                                        | Equipos            | Goles | Penal |
| ---------------------------------------------- | ------------------ | ----- | ----- |
| El Hadi Belameiri                              | Sétif              | 6     | 0     |
| Haithem Jouini                                 | Espérance de Tunis | 6     | 0     |
| Firmin Mubele                                  | Vita Club          | 5     | 0     |
| Knowledge Musona                               | Kaizer Chiefs      | 5     | 1     |
| Ahmed Akaïchi                                  | Espérance de Tunis | 4     | 0     |
| Fakhreddine Ben Youssef                        | Sfaxien            | 4     | 0     |
| Akram Djahnit                                  | Sétif              | 3     | 1     |
| Ali Maaloul                                    | Sfaxien            | 3     | 1     |
| Christian Koffi Kouamé                         | Séwé Sport         | 3     | 1     |
| Edriss Mhirssi                                 | Espérance de Tunis | 3     | 0     |
| Mbwana Samata                                  | Mazembe            | 3     | 0     |
| Mohamed Ahmed Bashir                           | Al Hilal           | 3     | 0     |
| Rachid Nadji                                   | USM Alger          | 3     | 0     |
| Cesaire Gandze                                 | Léopard de Dolisie | 2     | 0     |
| Cesaire Gandze                                 | Sfaxien            | 2     | 0     |
| Última actualización: 19 de setiembre de 2014. |                    |       |       |